# Zephyranthes concolor
Zephyranthes concolor es una especie de planta bulbosa geófita perteneciente a la familia de las amarilidáceas. Es originaria de México.

## Taxonomía
Zephyranthes concolor fue descrita por (Lindl.) Benth. & Hook.f. y publicado en Genera Plantarum 3: 724, en el año 1883.
Etimología
Zephyranthes: nombre genérico que proviene de (Zephyrus, Dios del viento del oeste en la mitología griega y Anthos, flor) puede traducirse como "flor del viento del oeste", siendo el "viento del oeste" el que trae la lluvia que desencadena la floración de estas especies.
concolor: epíteto latino que significa "del mismo color".
Sinonimia
- Habranthus concolor Lindl. basónimo
- Hippeastrum concolor (Lindl.) Baker[4]